# Nichelino
Nichelino (piemontesisch Ël Niclin) ist eine Gemeinde in der italienischen Metropolitanstadt Turin (TO), Region Piemont.

## Lage und Einwohner
Nichelino liegt 10 km südlich von Turin auf einer Höhe von 229 m s.l.m.. Das Gemeindegebiet umfasst eine Fläche von 20,6 km² und hat 46.006 Einwohner (Stand 31. Dezember 2023). Zur Gemeinde zählt auch die Fraktion (Frazioni) Stupinigi.
Die Nachbargemeinden sind Turin, Orbassano, Beinasco, Moncalieri, Candiolo und Vinovo.

### Bevölkerungsentwicklung
Die starken Einwanderungswellen der Nachkriegszeit führten zwischen 1951 und 1961 zu einer Verdoppelung der Bevölkerung und anschließend zu einer Verdreifachung der Einwohnerzahl in nur einem Jahrzehnt, von 1961 bis 1971.

## Geschichte

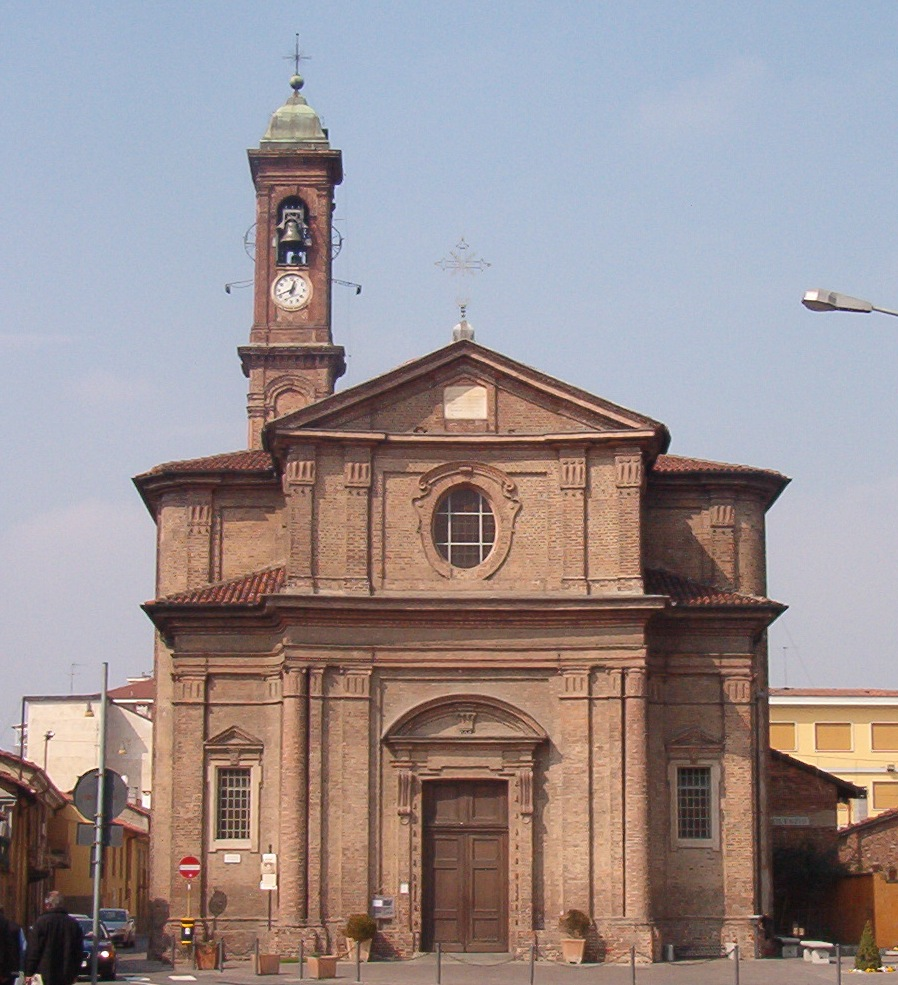
Die Pfarrkirche von Nichelino

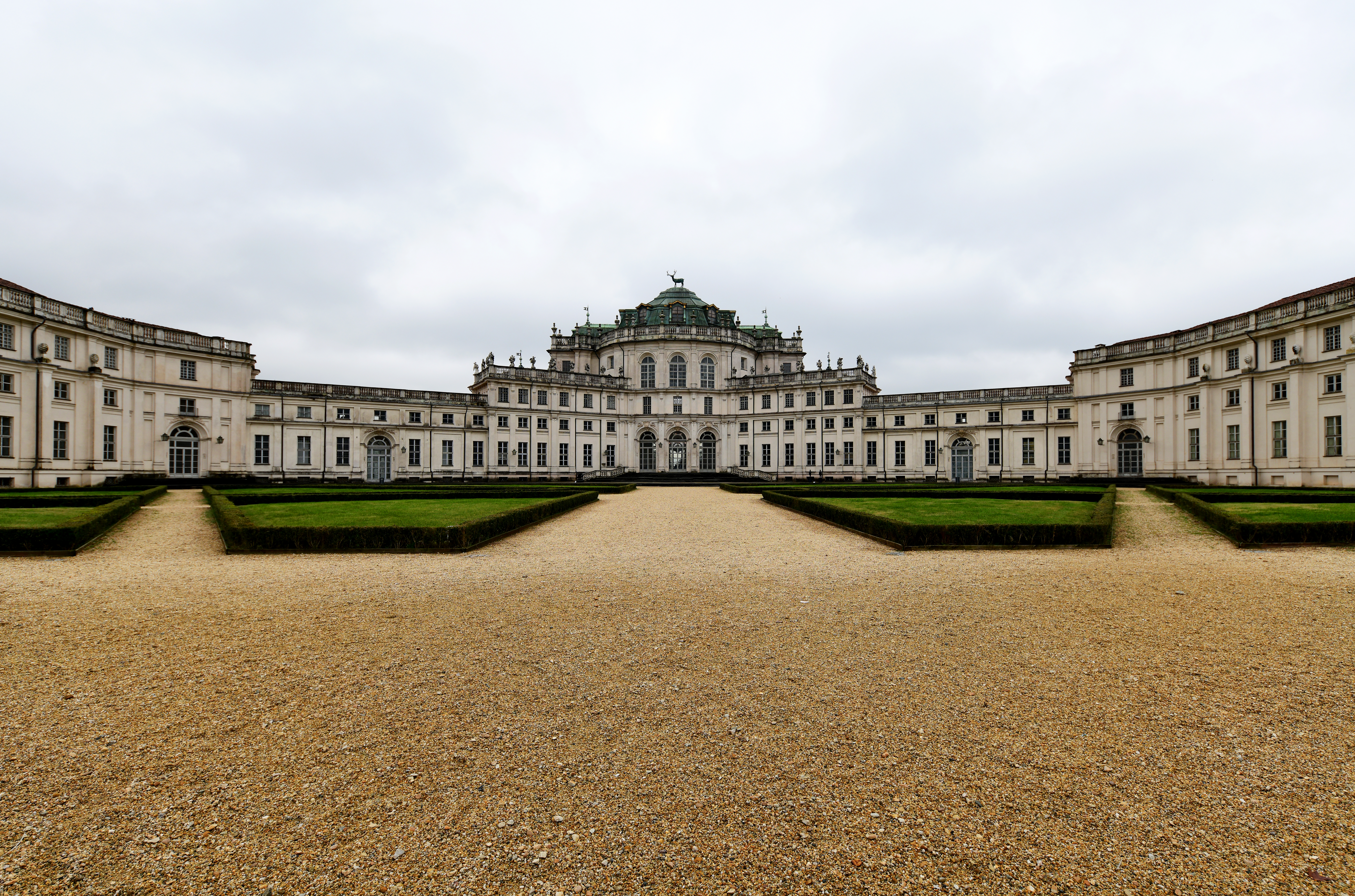
Jagdschloss von Stupinigi

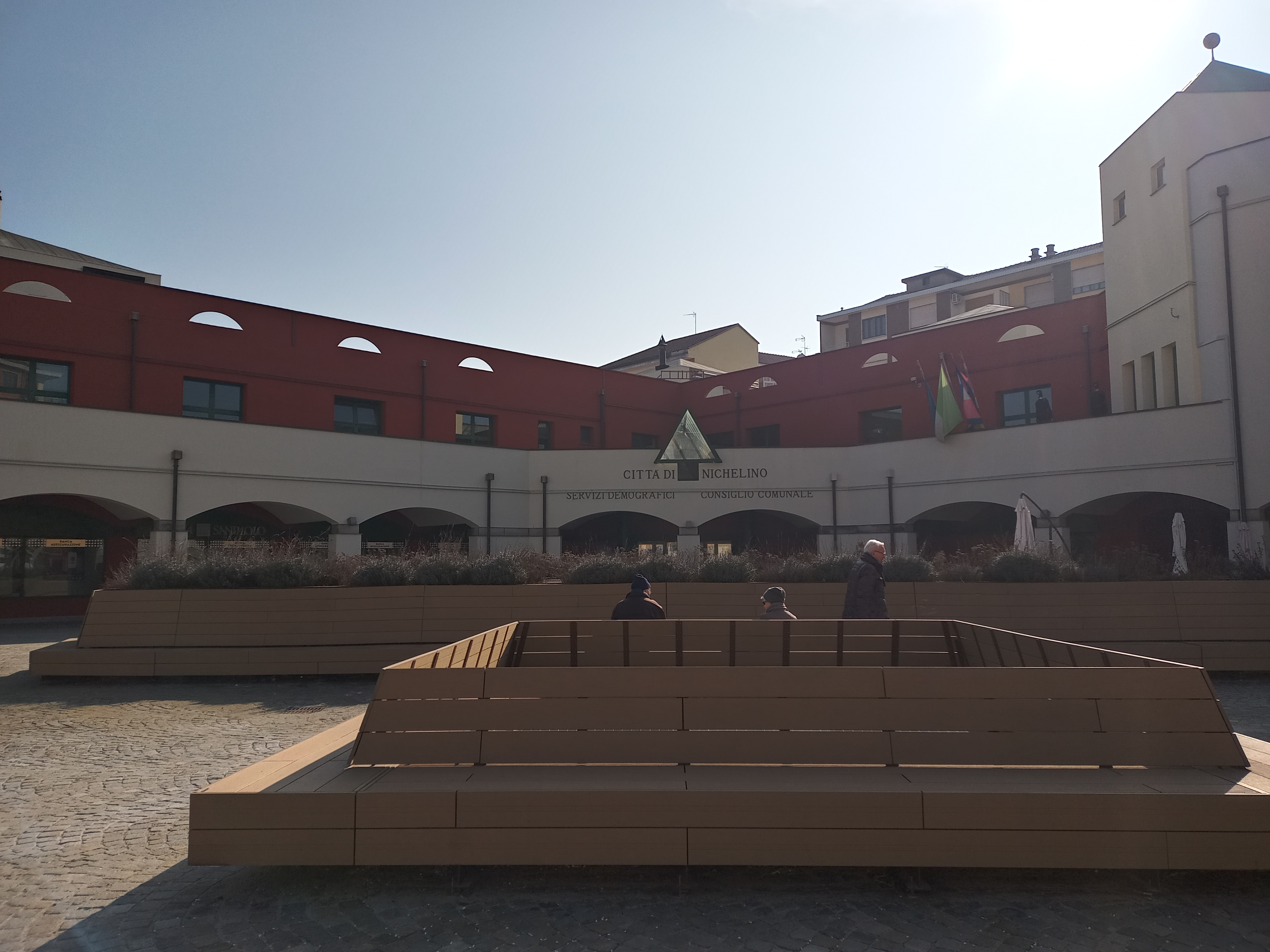
Einwohnermeldeamt und Gemeinderat von Nichelino

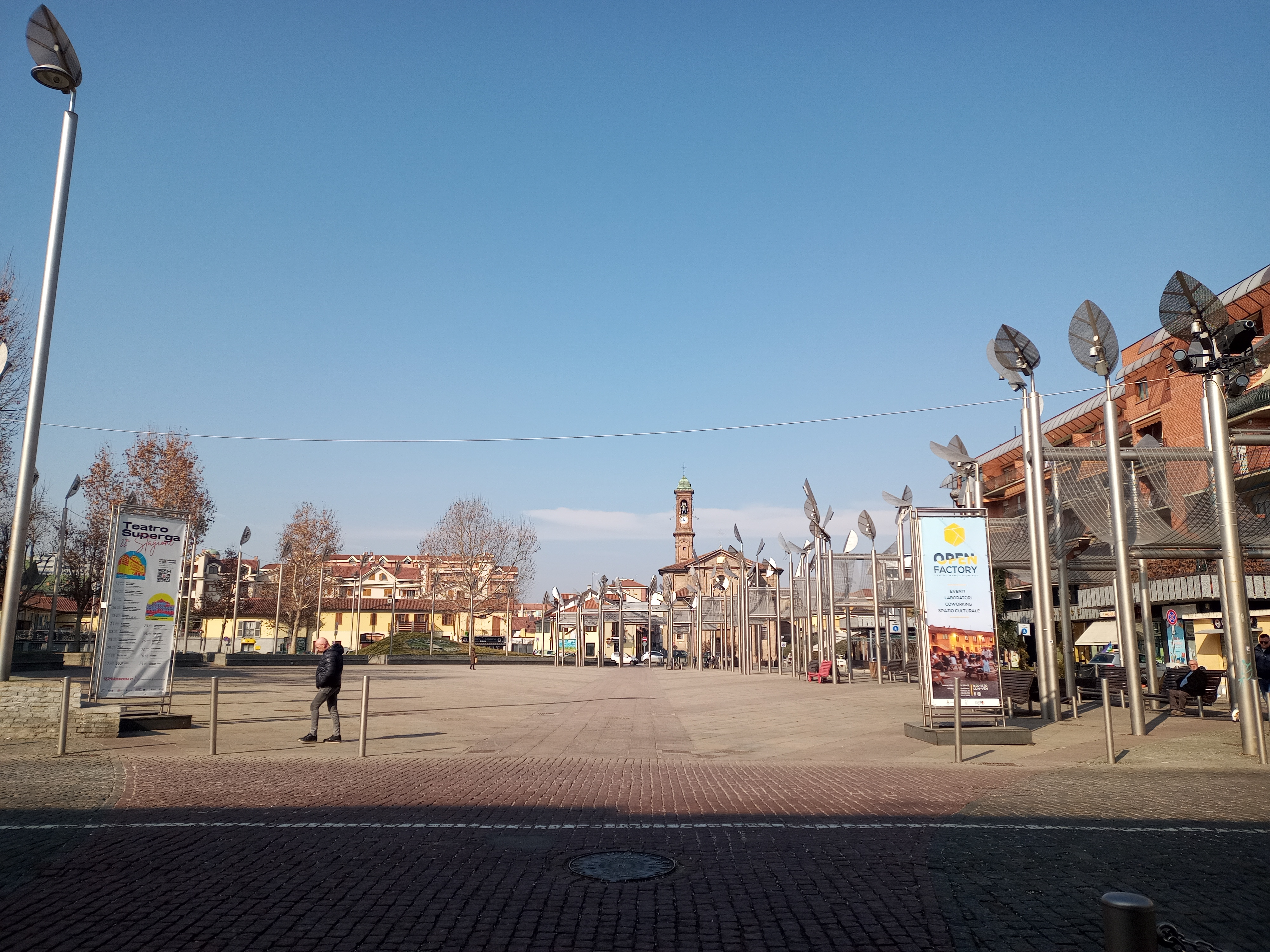
Das Zentrum von Nichelino

Am 17. Januar 2000 verlieh ein Dekret des Präsidenten der Republik Carlo Azeglio Ciampi Nichelino offiziell den Titel Stadt.

## Sehenswürdigkeiten
Das Schloss von Stupinigi (italienisch palazzina di caccia di Stupinigi, deutsch Jagdschlösschen von Stupinigi), etwa 10 Kilometer südwestlich von Turin gehört zur Gemeinde Nichelino. Es war ein Jagdsitz der Herzöge von Savoyen und gehört seit 1997 zum UNESCO-Welterbe Residenzen des Hauses Savoyen.

## Städtepartnerschaften
Nichelino pflegt Städtepartnerschaften seit 2006 zu Caluire-et-Cuire in der französischen Region Auvergne-Rhône-Alpes und seit 2009 zur maltesischen Stadt Victoria.